# Donna Williams

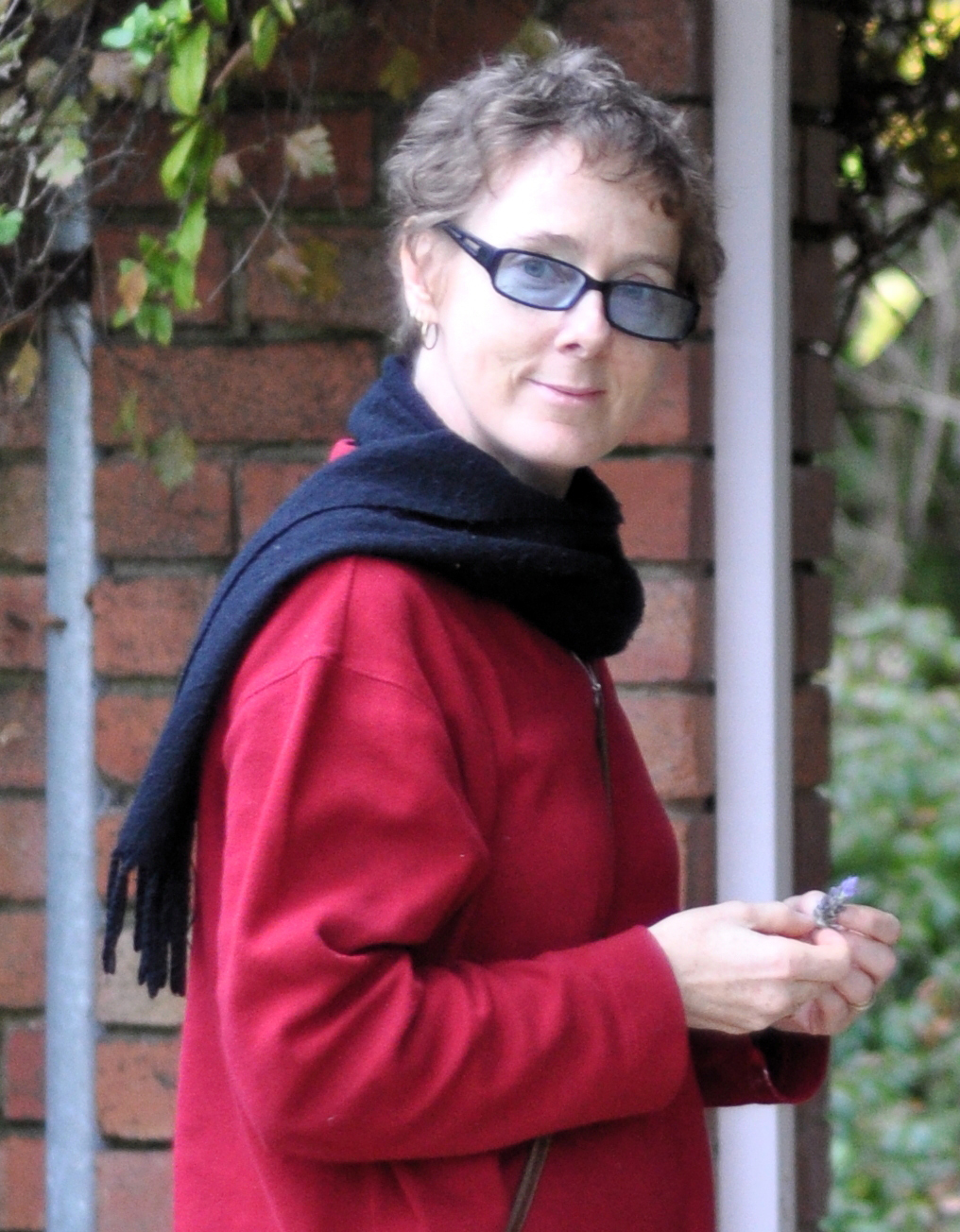
Donna Williams in 2011

Donna Williams (Melbourne, 12 oktober 1963 - aldaar, 22 april 2017) was een Australische auteur, artieste, zangeres, scriptschrijver en beeldhouwster. Ze was op volwassen leeftijd een hoogfunctionerend autist.

## Leven
Donna Williams werd vooral bekend door haar strijd voor erkenning voor haar hoogfunctionerend autisme. Tijdens haar kindertijd werd ze vooral getest op doofheid, daarna geëtiketteerd met een psychiatrische stoornis en vervolgens behandeld voor diverse zintuiglijke stoornissen. Over haar ervaringen heeft ze een aantal boeken geschreven.  
In 2000 trouwde ze met Chris Samuel (Cardiff, Wales, 1969) die met haar de website auties.org oprichtte, 's werelds eerste website gericht op mensen met autisme die zichzelf door zelfkennis wilden ontwikkelen. 
In 2011 kreeg ze borstkanker, waaraan ze eind april 2017 overleed.

## Werk
Williams' werk bestaat hoofdzakelijk uit boeken, scripts voor films en muziek. In het Nederlandstalig gebied was ze vooral bekend om haar autobiografie, waarin ze inzicht geeft in hoe het is om autist te zijn.